# Associazione sportiva benemerita
L'associazione sportiva benemerita nell'ordinamento sportivo italiano è una forma di riconoscimento assegnato dal CONI ad associazioni o federazioni che hanno conseguito particolari benemerenze nell'ambito sportivo.
Le associazioni sportive benemerite italiane sono raggruppate in un coordinamento nazionale, istituito nel 2005. Dal 2005 al 2013 è stato presieduto da Ruggero Alcanterini. In seguito è stato presieduto da Michele Maffei.
Al 2022 il presidente era Marcello Marchioni e i vicepresidenti Dario Bugli e Francesca Bardelli.

## Lista di associazioni benemerite
Elenco al 7 febbraio 2025.
- AMOVA – Associazione Medaglie d'Oro al Valore Atletico
- ANAOAI – Associazione Nazionale Atleti Olimpici e Azzurri d'Italia
- ANSMES – Associazione Nazionale Stelle e Palme al Merito Sportivo
- AONI – Accademia Olimpica Nazionale Italiana
- APEC – Associazione Pensionati CONI
- CESEFAS – Centro di Studi per l'Educazione fisica e l'Attività Sportiva
- CISCD – Comitato Italiano Sport Contro Droga
- CNIFP – Comitato Nazionale Italiano per il Fair Play
- CONAPEFS – Collegio Nazionale Professori Educazione Fisica e Sportiva
- FIEFS – Federazione Italiana Educatori Fisici e Sportivi
- FISIAE – Federazione Italiana Sportiva Istituti Attività Educative
- PANATHLON – Panathlon Distretto Italia
- SCAIS – Società per la Consulenza e per l'Assistenza nell'Impiantistica Sportiva
- SOI – Special Olympics Italia
- Sport e Comunità (in passato ANPSC – Associazione Nazionale Promozione Sportiva nelle Comunità)
- UICOS – Unione Italiana Collezionisti Olimpici e Sportivi
- UNASCI – Unione Nazionale Associazione Sportive Centenarie d'Italia
- UNVS – Unione Nazionale Veterani dello Sport
- USSI – Unione Stampa Sportiva Italiana